# Warrea warreana
Warrea warreana är en orkidéart som först beskrevs av Conrad Loddiges och John Lindley, och fick sitt nu gällande namn av Charles Schweinfurth. Warrea warreana ingår i släktet Warrea och familjen orkidéer. Inga underarter finns listade i Catalogue of Life.

## Bildgalleri

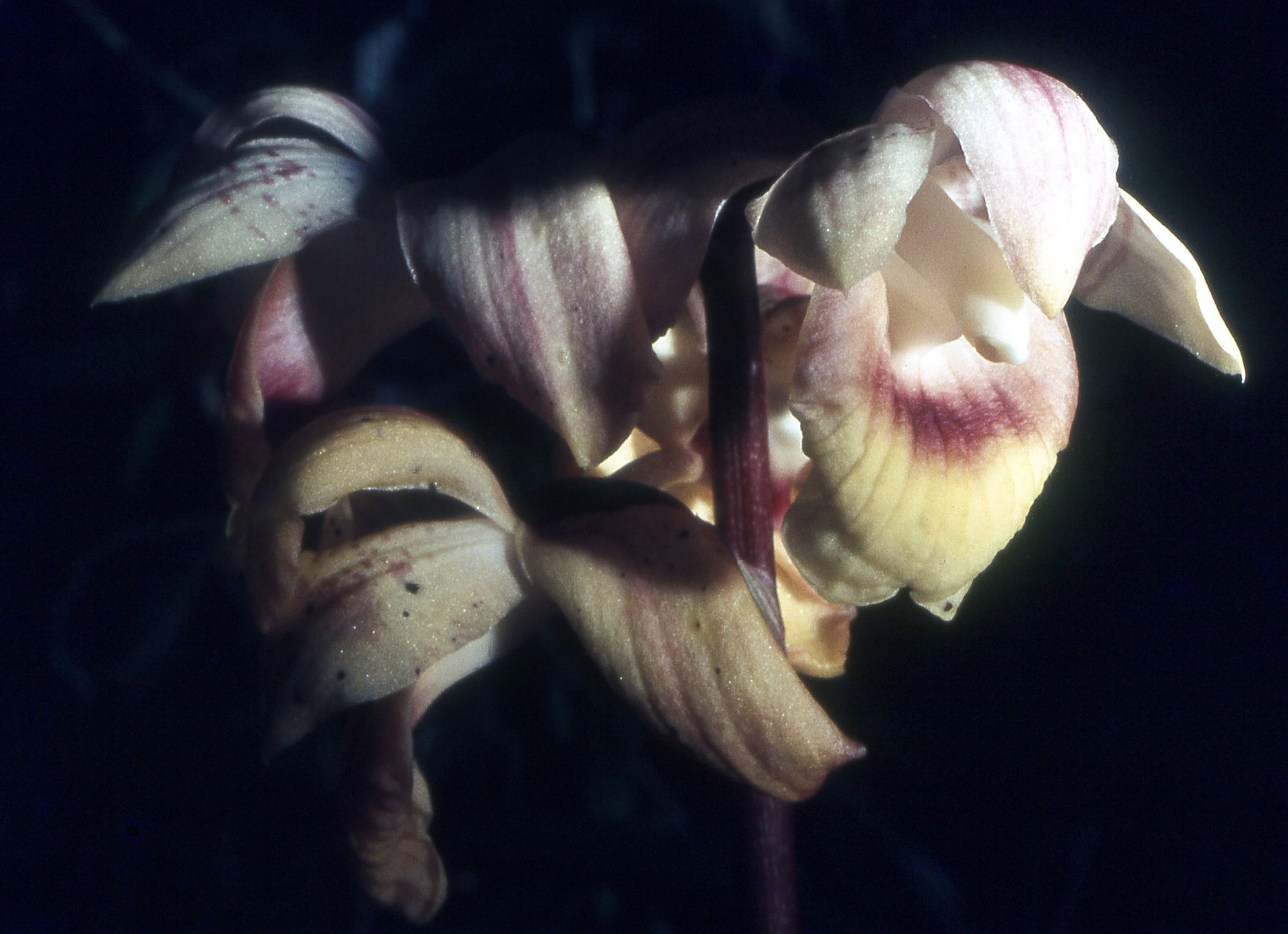
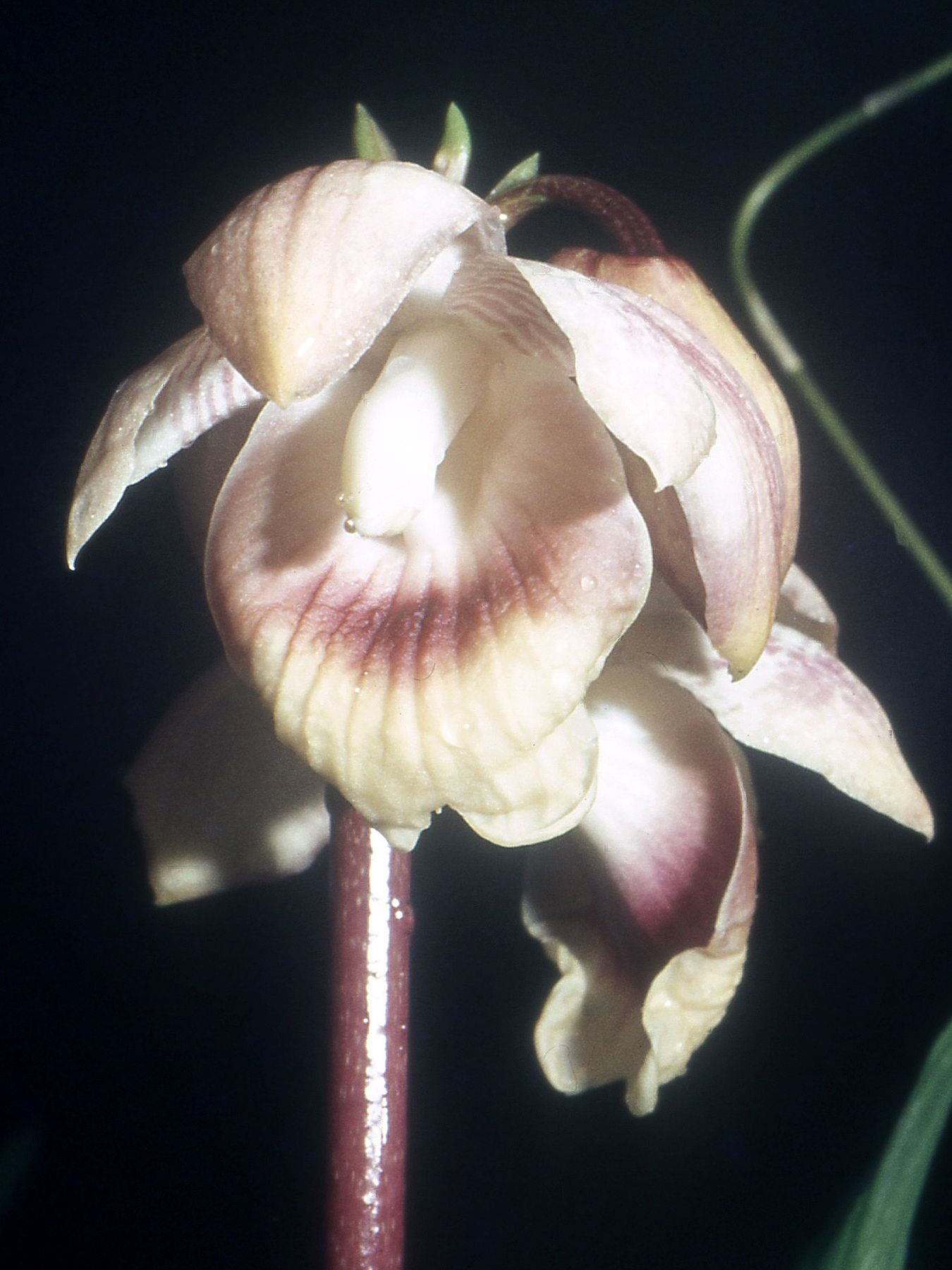
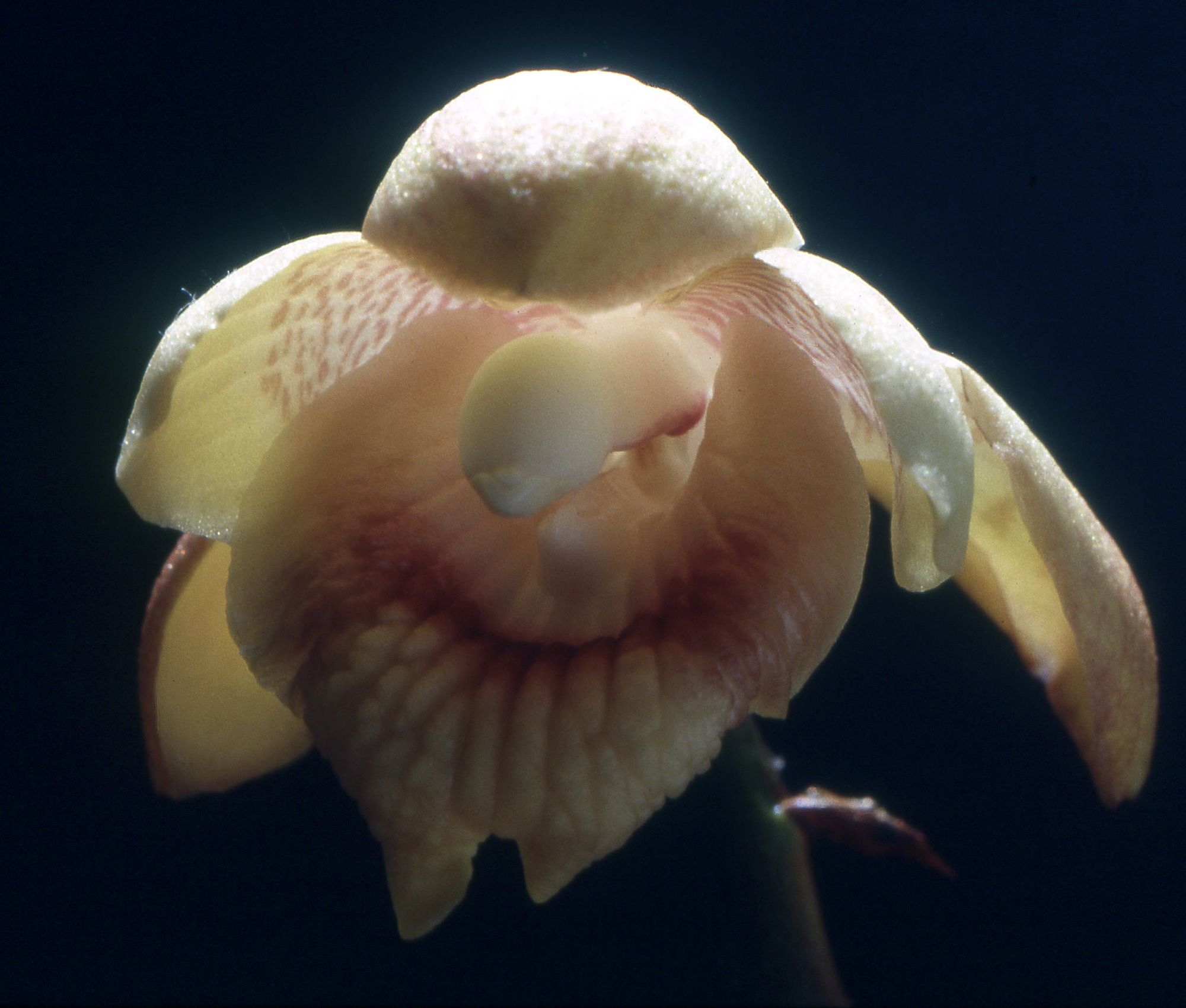
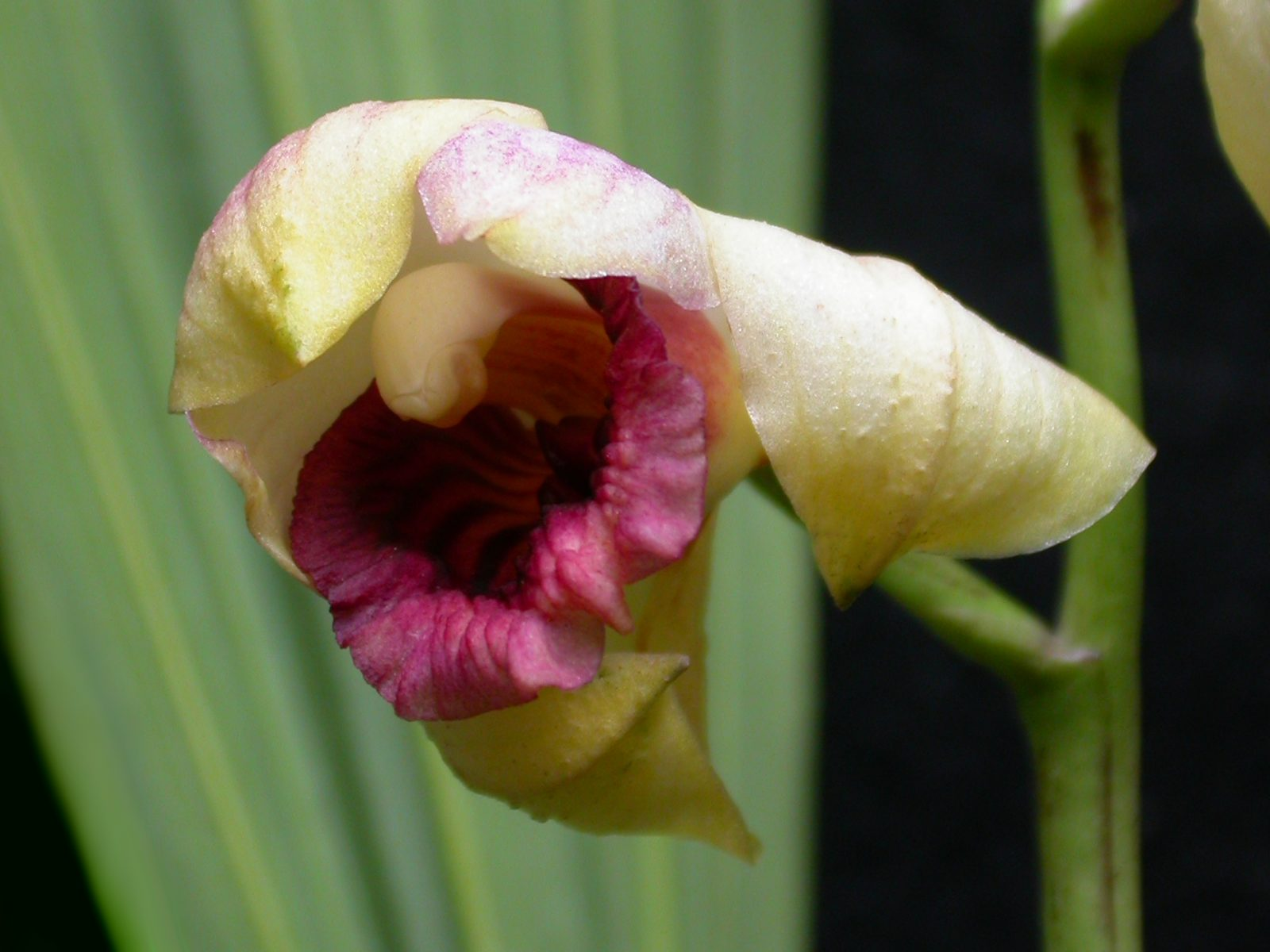